# Gat salvatge europeu

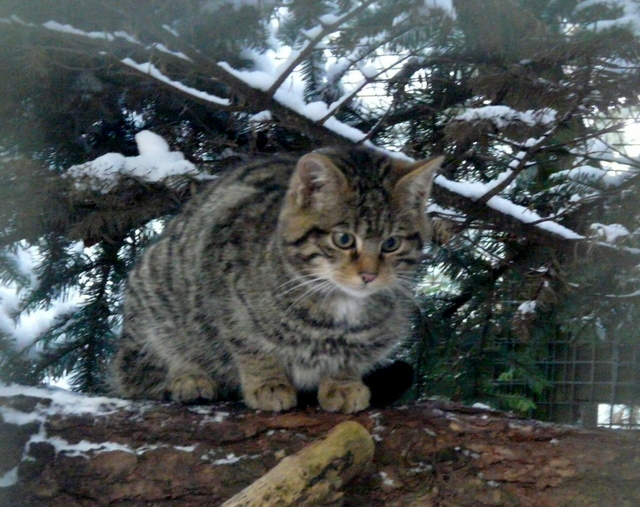
Gat salvatge europeu

El gat salvatge europeu, gat fer, gat fagí, gat vaire, gat feréstec, gat del bosc o gat bornaix (Felis silvestris silvestris) és una subespècie del gat salvatge (Felis silvestris). És un mamífer carnívor de la família Felidae. El gat salvatge europeu és un felí que viu als boscos de tot Europa, excepte Anglaterra i els països escandinaus. És una espècie protegida.

## Distribució geogràfica
Es troba al continent europeu i Escòcia. Els gats salvatges eren molt comuns a l'Europa del Plistocè. Quan la capa de gel va retrocedir cap al nord es van adaptar a la vida en els boscos densos. No poden viure en zones on hi ha una capa de neu superior a 20 cm durant més de tres mesos.
La destrucció de l'hàbitat i la persecució de la qual fou objecte per protegir les espècies cinegètiques en va minvar la població. Avui és una espècie rara en gairebé tots els llocs d'Europa i està protegida, encara que de vegades es capturen i es maten alguns exemplars en confondre'ls per gats domèstics assilvestrats. Els híbrids de gat salvatge i gat domèstic són freqüents i fèrtils, cosa que compromet la integritat genètica de l'espècie.
Les majors poblacions es troben a la península Ibèrica, sobretot al nord dels rius Duero i Ebre. A Catalunya les majors poblacions es troben al Pirineu i als Ports de Beseit. Aquesta variant és la més voluminosa i antigament es considerava una subespècie diferent: c. En el llibre Mamífers europeus del Plistocè (1963), Segons el paleontòleg finès Björn Kurtén la mida de la variant de la península Ibèrica seria la mateixa que la del Plistocè.

## Hàbitat
Prefereix els boscos densos, encara que també es troba en boscos de coníferes, boscos baixos i erms. A l'hivern i durant l'estació de cria es refugia en troncs buits o en esquerdes entre les roques o bé en conilleres o teixoneres abandonades.

## Descripció

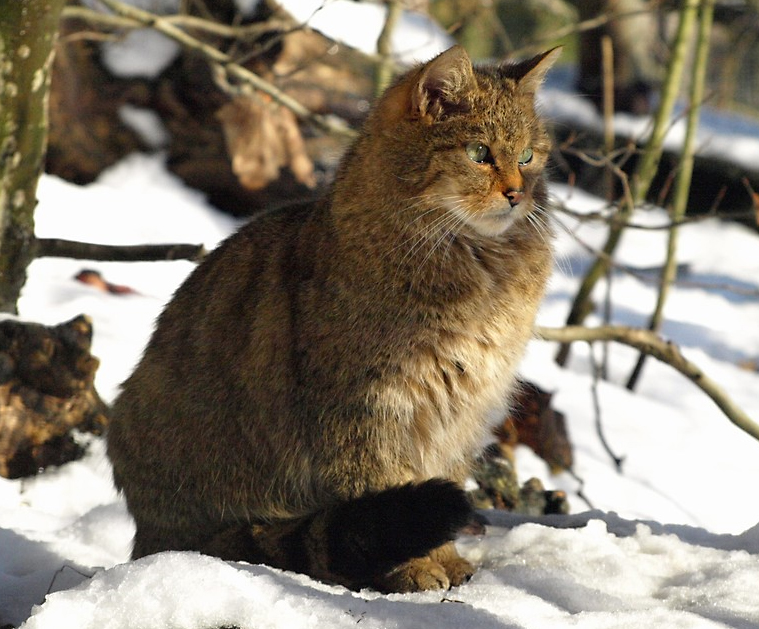
Gat salvatge europeu.

S'assembla al gat domèstic (Felis silvestris catus), però és més robust i bastant més gran que la majoria d'aquests; només s'apropen a la seva grandària els gats d'algunes races gegants. També és més gran i té el pèl més llarg i espès que el gat salvatge africà (Felis silvestris lybica), antecessor del gat domèstic.
Les taques del gat salvatge europeu són llistades. El tret més distintiu és la seva cua, molt més curta, gruixuda i peluda que la dels gats domèstics, amb entre 3 i 5 anells foscos sobre un fons més clar i la punta sempre negra i arrodonida.
La longitud del cos (inclòs el cap) va de 48 a 68 cm, als quals s'afegeixen de 21 a 35 cm de cua. Els mascles aconsegueixen un pes d'entre 3 i 7 kg, mentre que les femelles solen pesar entre 2,5 i 5 kg.

## Comportament
Preferiblement nocturn i crepuscular, és una mica més actiu durant el dia que els gats domèstics (Felis silvestris catus) o el gat salvatge africà (Felis silvestris lybica). Al nord d'Europa, quan les nits s'escurcen molt al juny i juliol, el gat salvatge europeu ha de ser actiu durant el dia; el mateix passa durant el més cru de l'hivern.
Les femelles són sedentàries i territorials, mentre que els mascles es desplacen, cobrint el territori de diverses femelles. Excepte en l'època de cria, els gats salvatges europeus són solitaris.

## Alimentació

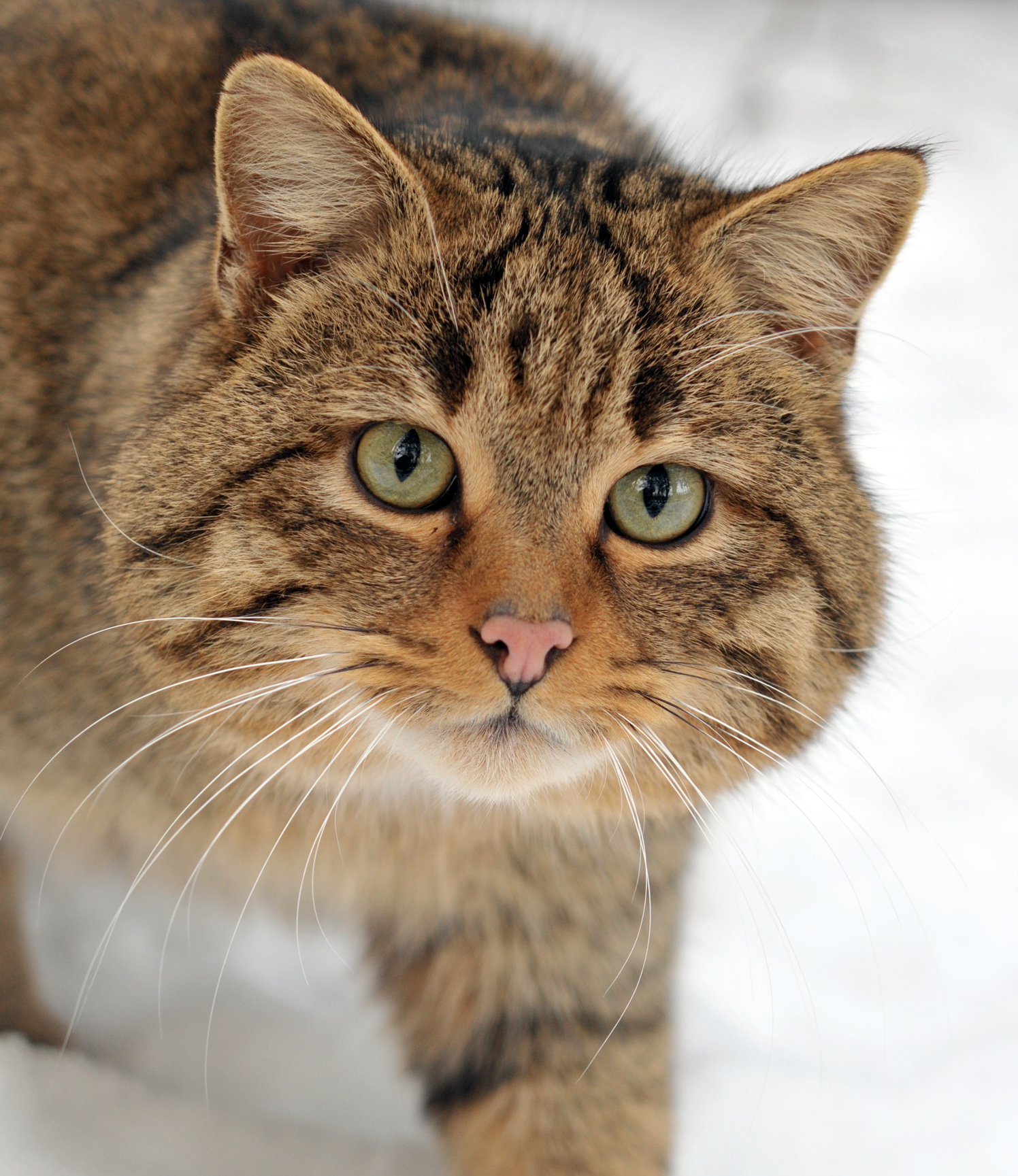
Gat salvatge europeu.

S'alimenta principalment de rosegadors, lagomorfs i ocells, i rarament d'amfibis i invertebrats. A diferència de les guineus, no menja els ossos de les seves preses, excepte si aquests són molt petits, de manera que les carcasses que deixen uns i altres es distingeixen fàcilment. D'altra banda, les restes de les preses dels gats domèstics són idèntiques a les que deixa el gat salvatge.

## Reproducció
Generalment, l'aparellament es realitza entre el final de l'hivern i el de la primavera, i les cries neixen d'abril a setembre, amb el major nombre de naixements al maig. Només la mare té cura de la ventrada (d'almenys 2, i d'un màxim de 6 gatets; normalment de 3 o 4), la qual cosa fa durant uns cinc mesos.

## Distribució

### A Espanya
A la península ibèrica es trobava tot arreu, però ara mateix només en queden poblacions disperses. No es trobo als Illes Balears i Canàries.
Fins a l'any 1970 es trobava a la llista negra de «animals nocius» i moltes de les anomenades Juntes Provincials d'Extinció d'Animals Nocius i Protecció de la Caça, abolides el 1968, atorgaven premis per cada animal mort. Malgrat el canvi de la llei, els mals costums atàvics no van desapreèixer de cop i volta. Encara avui es fan servir arreu de la península iibèrica paranys il·legals i verí.

### Als Països Catalans
El gat fer és l'únic felí autòcton, però desconegut pel seu comportament nocturn i esquiu. Es troba principalment al Pirineu i Prepirineu, tot i que també habita zones muntanyoses més meridionals, com el Montseny o els Ports de Tortosa. La pèrdua i fragmentació de l’hàbitat (menys superfície de mosaics on es combinen boscos i espais oberts) hi és una amenaça major. Gràcies a la tècnica del foto-trampeig, s'han pogut estimar les densitats de gat fer a alguns punts de la comarca d’Osona. El 2020 em Grup de Recerca en Carnívors de Catalunya va llançar el «Pla de seguiment del gat fer i altres mesocarnívors».

## Estat de conservació
A la Llista Vermella de la UICN de 2002 era classificat en la categoria de risc mínim. A la península ibèrica, nogensmenys, per la fragmentació i destrucció del seu hàbitat, es troba en la categoria gairebé amenaçada. Als altiplans centrals i les valls del Duero, Guadiquivir i Ebre gairebé ha desaparegut. A més, la manca de control dels gat domèstics, augmenta el risc d'hibridització i d'introducció de malalties i paràsits contra els quals no té resistència.